# Gonodiscus
Gonodiscus là một chi bướm đêm thuộc họ Crambidae.